# Thomas Nagel
Thomas Nagel, ameriški filozof, * 4. julij 1937, Beograd, Kraljevina Jugoslavija. Ukvarja se predvsem z etiko, politično in pravno filozofijo.
Najbolj je poznan po dveh epistemoloških delih Kako je biti netopir (What Is it Like To Be a Bat?, 1974) ter Um in kozmos (Mind and Cosmos, 2012). V slednjem kritizira redukcionistično razlago o pojavu zavedanja.

## Življenje
Nagel je bil rojen v Beogradu, Jugoslavija (danes Srbija), v judovski družini. Je sin Waletja in Carolyn (Baer) Nagel. Leta 1954 se je poročil z Doris G. Blum. Ločila sta se leta 1973, šest let kasneje pa se je v drugo poročil z Anne Hollander.
Leta 1958 je najprej je diplomiral iz umetnosti na Cornellski univerzi, potem pa še leta 1960 na Oxfordski univerzi. Leta 1963 je doktoriral na Harvardski univerzi.
Med letoma 1962 in 1966 je bil asistent na Univerzi Kalifornije, leta 1966 začel delati v Univerzi Princeton z enakim položajem in se do leta 1972 povzpel do položaja samostojnega profesorja ter nadaljeval z delom do leta 1980. V tem letu pa se je preselil v Univerzo v New Yorku (NYU), kjer poučuje še danes.
Nagel je član Ameriške akademije umetnosti in znanosti ter zunanji član Britanske akademije. Prejemal je štipendije od Guggenheimske fundacije (Guggenheim Foundation, 1966-7), Nacionalne znanstvene fundacije (NSF – Nacional Science Foundation, 1968-70) in Nacionalnega sklada za humanistiko (NEH - National Endowment for the Humanities, 1978-9, 1984-5).
Leta 2006 je bil nagrajen z nagrado za izbrani dosežek (Distinguished Achievement Award), s strani Mellonove fundacije (Mellon Foundation). Leta 2008 je bil nagrajen z Rolf Shockovo nagrado v logiki in filozofiji, s strani Kraljeve švedske akademije znanosti (Royal Swedish Academy of Sciences), Balzanovi nagradi v moralni filozofiji, s strani Balzanove fundacije (Balzan Foundation) ter častno diplomo Doctor of Letters, s strani Oxfordske univerze. Leta 2010 je postal častni doktor (Doctor Honoris Causa) v Univerze v Bukarešti in častni doktor prava (Honorary Doctor of Laws) na Harvardski univerzi.

## Delo

### Kako je biti netopir? ali kaj pomeni biti zavestno bitje
Nagel je postavil vprašanje, kaj pomeni biti zavestno bitje in poskušal od ˙znotraj˙ opredeliti, kaj je zavest. Zanj je kriterij zavesti vprašanje, ali obstaja nekaj takega kot biti to bitje. Na primer, ali obstaja kaj takšnega kot biti netopir od znotraj, in nadaljnje, če da, se lahko vprašamo, kako je biti netopir? O tem govori v svojem zelo znanem članku What Is it Like to Be a Bat?. Zavedanje je zelo razširjen fenomen in ga na mnogih ravneh poznamo tudi v življenju živali, saj ima v osnovi organizem zavedajoča stanja, le če obstaja nekaj takega, kot biti ta organizem, to pa je za vsak organizem unikatno. Tu opozarja na subjektivni značaj izkustva, do katerega ima dostop le subjekt in ga preprosto izrazimo kot, kako je biti. Zavest torej razloži s principom subjektivnosti oz. fenomenalnosti: zavest pomeni subjektivno oz. fenomenalno izkustvo, tj. to, kako se mi stvari zdijo, za razliko od tega, kako stvari so. Če torej obstaja kaj takega, kot je biti ta žival (ali ta skodelica, ta dojenček itn.), potem je reč, ki jo proučujemo, zavestna, v nasprotnem primeru pa ni.
Nagel poudarja, da mentalne lastnosti niso značilne le za človeka, ampak segajo daleč navzdol po lestvi bitij, morda tudi do osnovnih fizičnih gradnikov vesolja. Temu rečemo panpsihizem oz. univerzalnost mentalnega, ki ga Nagel definira kot stališče, da imajo da imajo osnovni fizični gradniki vesolja mentalne lastnosti, ne glede na to, ali so sestavni deli živih organizmov.

### Kritika fizikalizma
V delu Kako je biti netopir? nasprotuje tudi fizikalizmu in njegovi redukciji psihičnega na fizično, saj naj bi prav zaradi zavedanja oz. zavesti bila psihofizična identiteta vrst ali primerkov nemogoča. Razcep med objektivnim in subjektivnim prikaže na primeru netopirjev. Na njih se osredotoči, ker ljudje s težavo prisodimo zavedanje vrstam, ki so nižje na lestvi bitij od nas in ker imajo posebno zaznavno čutilo, drugačno od vseh petih človeških čutov. Tako tudi, če bi si poskušali predstavljati, kako je imeti slab vid in sonar, kako je imeti krila in loviti mrčes, bi nam to povedalo le, kako bi bilo nam, če bi se vedli kot netopir, ne bi pa bili zmožni ugotoviti, kako je netopirju biti netopir. Izkusiti subjektivni značaj izkustva pomeni torej nič manj kot biti organizem, ki ta značaj doživlja. Kot zavestna bitja smo vezani na lastno subjektivnost: tako kot nihče drug ne more izkusiti, kako je biti jaz, tudi jaz ne morem izkusiti subjektivnosti nekoga ali nečesa drugega (izkusim lahko le to, kako bi bilo zame, če bi se vedel kot to drugo bitje).
Nagel trdi, da je subjektivnost zavesti specifična za duševne pojave in je ni moč zajeti v kakršnikoli redukcionistični analizi, ki sloni na fizičnem izrazoslovju. Izpostavi problematiko omejenosti fizikalnih razlag in slovarja pri opisovanji subjektivnega vidika izkustva, in da je fizikalna razlaga po svoji naravi nezmožna zajeti subjektivni značaj. Glavni postopek pri redukciji je namreč ta, da subjektivno naravo nekega pojava opišemo, kot njegovo objektivno naravo. Na primer, da subjektivno naravo bliska (kako ga vidimo) zvedemo na njegovo objektivno naravo (razelektritev). Pri zavestnih izkustvih pa tega ne moremo storiti, saj njegov subjektivni značaj izčrpa njihovo celotno naravo, torej nam še tako podrobno poznavanje možganov ne pomaga razumeti, kakšno je neko stanje za organizem, ki ga izkuša. Pri redukciji velja, da manj ko je nek opis odvisen od subjektivnega človeškega vidika, bolj je objektiven, pri človeškem izkustvu pa je subjektivni značaj izkustva mogoče docela razumeti le z enega (svojega) stališča, zato nas noben premik k objektivnosti ne more pripeljati k resnični naravi pojava.

### Stvarjenje sveta
Nagel je leta 2012 izdal knjigo, v kateri se dotakne tudi inteligentnega stvarjenja (ang. Inteligent Design). Čeprav je sam ateist, se mu zdijo empirični argumenti zagovornikov vredni obravnave ter si ne zaslužijo zaničevanja, ki so ga včasih deležni. Meni, da izzivajo znanstven pogled na svet, ki je nekaterim predvsem pomemben zato, ker naj bi osvobajal od religije.

## Dela

### Prevedeno v slovenščino
- Smisel življenja (1994)

- Duh in telo (1995)

- Za kaj sploh gre? : zelo kratek uvod v filozofijo (1995)

- Absurd (2001)

- Smrt (2004)

### Druga dela
- The possibility of altruism (1970)
- Mortal questions (1979)
- The view from nowhere (1986)
- What does it all mean?: a very short introduction to philosophy (1987).
- Equality and partiality (1991)
- The last word. (1997)
- The myth of ownership : taxes and justice. (2002).
- Mind and Cosmos: why the materialist neo-Darwinian conception of nature is almost certainly false.(2012)